# Lausanne-i Henrik
Lausanne-i Henrik, franciául: Henri de Lausanne (?, 12. század – Toulouse, 1148) egyéb nevein Cluny-i Henrik vagy katolikus nevén Eretnek Henrik, 12. századi remete és prédikátor, aki az egyház reformját szorgalmazta.

## Élete
Gyakorlatilag semmit sem tudunk a származásáról vagy a korai életéről. Egyike lehetett azoknak a remetéknek, akik akkoriban Nyugat-Európa, és különösen Franciaország erdeiben nyüzsögtek. Egyes krónikások szerint hitehagyott „fekete szerzetes”, azaz bencés volt.
Amikor 1101-ben megérkezett Le Mans-ba, távol volt a város püspöke (Lavardini Hildebert), így engedélyt kapott a prédikálásra. Akár remete és aszkéta tekintélye, akár személyes varázsa révén, hamarosan óriási befolyásra tett szert az emberek felett. 
Ő maga mezítláb járt, a puszta földön aludt, és alamizsnából élt. Kritizálta az egyházi liturgiát, a papság korruptságát és az egyházi hierarchikus rendszert. Elutasította a kereszt kultuszát, a misék celebrálását.
Bűnbánatot hirdetett és az ösztönzésére Le Mans lakói hamarosan elkezdték semmibe venni a városuk papságát, és elutasítottak minden egyházi tekintélyt. A nemes nők, akikre a szavai hatottak, feladták ékszereiket és fényűző ruházatukat.
Az élete mindenekelőtt Hildebert, Le Mans-i püspök feljelentésének köszönhetően ismert. Ott remete prédikátorként mutatják be, mint egy új „Keresztelő Jánost”. Teljesen elszakadva a világtól, radikális egyszerűséggel öltözködött és evett. Ellentétben az olyan prédikátorokkal, mint Vital de Savigny, nem a tömeg elcsábítására törekedett. Ellenfelei mindenféle vádat zúdítottak rá: például nőkkel és fiatal tinédzserekkel tart fenn kapcsolatokat, amikor papi állapota miatt tisztának kellene maradnia stb.
Rómából hazatérve Hildebert nyilvános vitát folytatott vele. Hildebert úgy döntött, nem ítéli halálra, hanem kiűzi a városból. Ezután valószínűleg Poitiers-be, majd Bordeaux-ba ment. Később az arles-i érsekségben találjuk, ahol az érsek letartóztatta, és a pápa törvényszéke elé vitték.
1134-ben II. Ince pápa elé a pisai zsinatra vitték, ahol a nyomásra kénytelen volt „bevallani a hibáit”, majd börtönbüntetésre ítélték. Más források szerint Clairvaux-i Bernát menedékjogot adott neki, de ő visszatért Dél-Franciaországba, ahol Bruysi Péter befolyása alá került.
1139 körül Petrus Venerabilis, clunyi apát írt egy értekezést Epistola seu tractatus adversus Petrobrusianos címmel Bruysi Péter és Lausanne-i Henrik tanítványai ellen. Azzal vádolja őket, hogy minden dél-franciaországi egyházmegyében olyan hibákat prédikálnak, amelyeket Bruysi Pétertől örököltek. Eszerint Henrik tanítása a következőképpen foglalható össze: az egyház doktrinális és fegyelmi tekintélyének elutasítása; az evangélium szabad értelmezése; a csecsemők keresztségének elítélése, a halottakért való ima elítélése, az eucharisztiának, a miseáldozatnak, a szentek közbenjárásának az elítélése.
„Szent” Bernát a toulouse-iaknak írt 1146 végi levelében felszólította az egyháziakat, hogy irtsák ki az eretnekség utolsó maradványait.
Nem sokkal ezután, 1148 táján eretnekként letartóztatták, Toulouse püspöke elé állították, és valószínűleg életfogytiglan börtönbe zárták  vagy kivégezték. Követői felvették a Henriciens (henrikiánusok) nevet és csatlakoztak a katharokhoz.

## Megítélése
Jacques Basnage de Beauval  francia református teológus, történész szerint L. Henrik a reformáció és a protestantizmus egyik előfutára volt azáltal, hogy a Szentírást a hit és a vallás egyedüli útmutatójának tekintette.
A Jehova Tanúi azt mondják, hogy Lausanne-i Henrik egyike az „igaz felkent keresztények” hosszú sorának, akik a Biblia igazságát védelmezték a történelem során.